# یواس‌اس فلینت (ای‌ئی-۳۲)
یواس‌اس فلینت (ای‌ئی-۳۲) (به انگلیسی: USS Flint (AE-32)) یک کشتی است که طول آن ۵۶۴ فوت (۱۷۲ متر) می‌باشد. این کشتی در سال ۱۹۷۰ ساخته شد.